# Nuclear siempre (álbum)
Nuclear siempre es un disco recopilatorio del grupo musical Aviador Dro editado en el año 2005 por el sello mexicano "AT-AT Records" (ref.: at-005) a raíz de la gira que la banda realizó en abril de 2005 en México (México DF, Tijuana y Guadalajara)  y en julio del mismo año en Perú (Lima), y en el que se incluían revisiones actualizadas, inéditos grabados en estudio o extraídos de olvidadas casetes.

## Lista de canciones
| Título                        | Autor              | Duración |
| ----------------------------- | ------------------ | -------- |
| Programa en espiral           | Servando Carballar | 5:41     |
| Amor industrial               | Servando Carballar | 5:22     |
| Nuclear sí                    | Servando Carballar | 4:19     |
| Trance                        | Servando Carballar | 6:40     |
| Drama cuántico                | Servando Carballar | 5:03     |
| Especie dominante             | Servando Carballar | 4:50     |
| Selector de frecuencias       | Servando Carballar | 5:19     |
| Antimateria                   | Servando Carballar | 4:41     |
| Ballet Parking 2º acto        | Servando Carballar | 6:14     |
| Himno aéreo                   | Servando Carballar | 6:36     |
| La zona fantasma              | Servando Carballar | 4:08     |
| Baila con tu robot            | Servando Carballar | 1:57     |
| Corazón de batidora           | Servando Carballar | 2:08     |
| No tengo boca (y debo gritar) | Servando Carballar | 3:26     |
| En la 5ª glaciación           | Servando Carballar | 2:33     |